# Petrizzi
Petrizzi är en ort och kommun i provinsen Catanzaro i regionen Kalabrien i Italien. Kommunen hade 1 103 invånare (2018).